# 5-alfarredutase
5-alfa redutase é uma enzima que converte a testosterona, o hormônio sexual masculino, em um outro mais potente, a di-hidrotestosterona.

Testosterona
Di-hidrotestosterona

A 5-alfa redutase é produzida em diversos órgãos dos humanos de ambos os sexos.